# Jeepster Records
Jeepster Records is onafhankelijk platenlabel uit Londen (Engeland). De bands Parka en SixNationState werken via het label. Eerder stonden Belle and Sebastian en Snow Patrol er onder contract.
Jeepster Records werd opgericht in 1995 door Mark Jones en Stefano D’Andrea. Hun eerste band, Belle and Sebastian, bleek een succes en leidde ertoe dat het label ook andere bands oner haar hoede kon nemen: Snow Patrol in december 1997, Salako in 1998, Looper in 1999 en The Gentle Waves in 2000.
Snow Patrol bracht via Jeepster de ep-single Little Hide en de single One Hundred Things You Should Have Done in Bed ui; de laatste werd een kleine indiehit. De band bracht via Jeepster ook haar eerste studioalbums uit: Songs for Polarbears uit 1998 en When It's All Over We Still Have to Clear Up uit 2001, beide opgenomen in Glasgow.
Beide albums faalden commercieel, waarna Snow Patrol haar relatie met Jeepster evalueerde en voelde dat Belle & Sebastian alle aandacht kreeg. De band liet het contract met Jeepster dan ook ontbinden.
In 2002 raakte het label in financiële problemen waardoor ze haar overige lopende contracten niet kon verlengen. Dit leidde ertoe dat het label inactief werd en niet in staat was om te investeren in het contracteren van nieuwe artiesten.
Jeepster bleef materiaal uitbrengen van hun voormalige acts. In 2003 werd een dvd van Belle & Sebastian uitgebracht getiteld Fans Only, gevolgd door het compilatiealbum Push Barman to Open Old Wounds met ep's en singles van Belle & Sebastian. In het begin van 2006 bracht Jeepster de twee albums opnieuw uit die Snow Patrol voor hen had opgenomen. Deze nieuwe releases bevatten bonustracks die niet op de originele albums te vinden waren.
In april 2006 maakte Jeepster haar eerste nieuwe act in jaren bekend: SixNationState. Niet veel later werd hieraan ook Parka toegevoegd. In september 2007 bracht Jeepster het debuutalbum van SixNationState uit, getiteld SixNationState. In het voorjaar van 2008 volgde het debuutalbum van Parka, getiteld Attack Of The Hundred Yard Hardman.
In november 2008 bracht Jeepster een nieuw compilatie-album uit van Belle & Sebastian: The BBC Sessions. Dit album bestaat uit nummers die de band opnam voor de BBC in 1996 en enkele andere nummers van Belle & Sebastian.